# Hilfskugelverfahren
Das Hilfskugelverfahren ist eine Methode der darstellenden Geometrie, um die Durchdringungskurve (Schnittkurve) zweier Rotationsflächen (Zylinder, Kegel, Kugel, …), deren Rotationsachsen sich schneiden, in einer Zweitafelprojektion punktweise zu bestimmen.
Wesentliche Voraussetzung ist, dass die Rotationsachsen der sich schneidenden Rotationsflächen zu einer der Riss-Ebenen (Grund- oder Aufriss) parallel sind. Denn dann erscheinen die Schnittkreise einer Hilfskugel, deren Mittelpunkt der Achsenschnittpunkt ist, mit den Rotationsflächen in einem Riss als Strecken.
Falls sich die Achsen nicht schneiden, aber dafür horizontal oder senkrecht sind, sollte man überlegen, ob das Hilfsebenenverfahren anwendbar ist. Eine spezielle Alternative für den Schnitt zweier Kegel bzw. eines Kegels mit einem Zylinder bietet das Pendelebenenverfahren.
Rechnerische Verfahren zur Bestimmung von Punkten auf einer Schnittkurve werden im Artikel Schnittkurve erläutert.

## Beschreibung des Verfahrens an einem Beispiel

Hilfskugelverfahren: Schnittkurve Kegel-Kugel

Hilfskugelverfahren: Schnittkurve Kegel-Kugel, Lösung

Gegeben sind ein Kegel {\displaystyle \Phi _{1}} (Achse {\displaystyle a_{1}}) und ein Zylinder {\displaystyle \Phi _{2}} (Achse {\displaystyle a_{2}}) in Grund- und Aufriss (s. Bild). Gesucht ist die Durchdringungskurve  {\displaystyle k=\Phi _{1}\cap \Phi _{2}} der beiden Flächen.
Wir wählen als Hilfsflächen Kugeln mit dem Schnittpunkt {\displaystyle M=a_{1}\cap a_{2}} der Achsen als Mittelpunkt. Solche Kugeln mit geeigneten Radien schneiden sowohl den Kegel als auch den Zylinder in Kreisen als Hilfskurven. Diese Kreise sind alle senkrecht zur Aufrisstafel, d. h., sie erscheinen als Strecken im Aufriss.
1. Wähle eine Kugel {\displaystyle \Psi } mit Mittelpunkt {\displaystyle M}, die beide Flächen schneidet.
2. Bestimme im Aufriss die Schnittkreise {\displaystyle k_{1},l_{1}} der Kugel mit dem Kegel {\displaystyle \Phi _{1}} und {\displaystyle k_{2},l_{2}} der Kugel mit dem Zylinder  {\displaystyle \Phi _{2}}. Wir verwenden hier nur {\displaystyle k_{2}}. {\displaystyle k''_{1},l''_{1},k''_{2},l''_{2}} sind Strecken, da alle Kreise zur Aufrisstafel senkrecht sind.
3. {\displaystyle k''_{1}\cap k''_{2}} und {\displaystyle l''_{1}\cap k''_{2}} liefern den Aufriss von max. vier Punkten {\displaystyle P,Q,R,S} der Durchdringungskurve. Es ist {\displaystyle P''=Q'',R''=S''}.
4. Zeichne {\displaystyle k'_{1},l'_{1}} und übertrage {\displaystyle P,Q,R,S} über Ordner in den Grundriss. {\displaystyle P',Q',R',S'} liegen auf {\displaystyle k'_{1},l'_{1}}.
5. Wiederhole 1. bis 4. n-mal.
6. Verbinde die Punkte in der „richtigen“ Reihenfolge mit einer Kurve.